# Elijah Abel

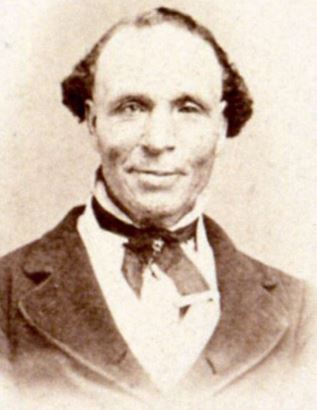
Elijah Abel

Elijah Abel (25 de juliol de 1810 - 25 de desembre de 1884) fou el primer elder i setanta negre al Moviment dels Sants dels Últims Dies i un dels membres negres a la història antiga de l'Església de Jesucrist dels Sants dels Últims Dies que es convertí en sacerdot.
Abel va néixer com esclau a Maryland i es creu que va escapar de l'esclavatge al Ferrocarril Soterrani al Canadà. Fou batejat a l'Església de Jesucrist dels Sants dels Últims Dies i es va casar amb Mary Ann Adams, una dona afroamericana.
El 1841, Abel va ser un dels set èlders que van intentar rescatara Smith quan aquest va ser arrestat a Quincy (Illinois). El 1843, Abel va fer una missió a Nova York i després va ajudar a la construcció del temple de l'església a Salt Lake City. Tot i això, se li va negar el sacerdoti perquè, en part, era negre.
El 1884 feu la seva última missió al Canadà, on va emmalaltir, i va morir quan va tornar a casa seva a Utah.

## Descendents
Almenys dos dels descendents d'Abel van ser ordenats sacerdots. El seu net fou ordenat èlder.

## Homenatges
El 2002, sobre la seva toma a Salt Lake City, es va erigir un monument en honor seu i de la seva dona.